# روني بيكر
روني بيكر (بالإنجليزية: Ronnie Baker)‏ هو عازف قيثارة أمريكي، ولد في 1947، وتوفي في 1990.

## وصلات خارجية
- روني بيكر على موقع ميوزك برينز (الإنجليزية)
- روني بيكر على موقع ديسكوغز (الإنجليزية)